# شمشیرکیسه‌ایان
غلاف‌شمشیران (نام علمی:Thylacosmilidae) تیره‌ای از درندگان پس‌دد ساکن آمریکای جنوبی بودند که ارتباط خویشاوندی نزدیکی با کیسه‌داران امروزی داشتند و بین دورهای میوسن تا پلیوسن می‌زیستند. همانند دیگر پستانداران گوشت‌خوار برجسته‌ای که پیش از وقوع رویداد تبادل بزرگ آمریکا در آمریکای جنوبی به سر می‌بردند این جانوران نیز عضو راسته اسپاراسودنتا بودند که اشغال‌کننده کنام زیستی بسیاری از پستانداران جفت‌دار از راسته گوشت‌خوارسانان ساکن دیگر قارهها بود. شاید مهم‌ترین ویژگی این جانوران داشتن دندان‌های نیش بلند و کشیده در آرواره بود که در مقایسه با سایر گربه‌های دندان‌خنجری چون باربوروفلیس و چاقودندان نشان از فرگشت همگرا دارد.